# Saserna arbuscula
Saserna arbuscula är en fjärilsart som beskrevs av Druce 1891. Saserna arbuscula ingår i släktet Saserna och familjen nattflyn. Inga underarter finns listade.